# Čchen Žuo-lin
Čchen Žuo-lin (čínsky pchin-jinem Chén Ruòlín, znaky 陈若琳; * 12. prosince 1992, Nan-tchung, Čína) je čínská skokanka do vody. Na Letních olympijských hrách 2008, 2012 a 2016 získala celkem pět zlatých medaili.

## Život
Čchen se narodila v Nan-tchugu ve státě Ťiang-su. Na Letních olympijských hrách 2008 v Pekingu získala pro čínský tým zlaté medaile v disciplínách 10 m plošina a 10 m synchronizovaná plošina, dvojnásobný zlatý výkon pak zopakovala na Letních olympijských hrách 2012 v Londýně.
Na mistrovství světa ve vodním slalomu 2011, které se konalo v Šanghaji, získala Čchen dvě zlaté medaile na 10 m plošině žen a na 10 m synchronizované plošině žen (partnerkou ji byla Wang Hao). Stala se tak první čínskou potápěčkou, která získala všechny zlaté medaile v disciplínách ženských plošin na olympijských hrách, mistrovství světa a světovém poháru.
V roce 2014 zapálila pochodeň na Letních olympijských hrách mládeže 2014 v Olympijském sportovním centru v Nankingu.
Na Letních olympijských hrách 2016 získala svou pátou zlatou olympijskou medaili na desetimetrové synchronizované trati a stala se teprve třetím čínským sportovcem, který získal pět zlatých olympijských medailí. V říjnu 2016 Čchen oznámila, že kvůli zranění krku končí s potápěním.